# Heteroonops castelloides
Heteroonops castelloides là một loài nhện trong họ Oonopidae.
Loài này thuộc chi Heteroonops. Heteroonops castelloides được miêu tả năm 2009 bởi Norman I. Platnick & Dupérré.